# Dynamite en soie verte
Pour plus de détails, voir Fiche technique et Distribution.
Dynamite en soie verte (autre titre : Morts et diamants, titre original : Dynamit in grüner Seide) est un film italo-allemand réalisé par Harald Reinl, sorti en 1968.
Il s'agit du sixième film de la série Jerry Cotton.

## Synopsis
Un gang impitoyable commet un attentat à la bombe dans une usine chimique à Culver City, afin de voler une bouteille de gaz mortel. Durant la poursuite des criminels, la police blesse gravement un membre de la bande. Ses derniers mots sont "Stone" et "Dartmoor cellule 214". Butt Lancaster, le chef de la police de Los Angeles, fait appel au FBI, car ce n'est le premier crime imputé à Stone. Phil Decker reçoit en attendant des informations de Scotland Yard, affirmant que le lendemain, un prisonnier du nom de Rick Trevor sera libéré de la cellule 214 à Dartmoor. Il est un spécialiste de la désactivation de systèmes d'alarme, on pense qu'il va travailler pour Stone.
Alors qu'on attend à Los Angeles à tout moment à l'arrivée de Trevor, l'agent du FBI Jerry Cotton se renseigne sur les compétences et les habitudes du condamné libéré. La police retient temporairement Rick Trevor à l'aéroport sous de faux motifs. Pendant ce temps, Jerry Cotton se fait passer pour un membre du gang. Au Green Silk Bar, le quartier général du gang, Cotton rencontre le chef Bloom ainsi que la barmaid Lana. Par Tackley, le louche avocat des membres du gang, Cotton reçoit l'ordre supposée de Trevor de reconnaître l'alarme d'un certain Santon. Il obéit au nom de Stone ; grâce à Phil Decker, il se procure un microfilm avec des photos de l'usine.
Cependant, avant de pouvoir commencer le grand coup, Bloom et ses hommes volent un nouvel "absorbeur" développé au centre spatial Kennedy. Cotton montre sa compétence et arrête le système d'alarme. Peu après, l'agent apprend de la barmaid Lana qu'il doit être tué après sa prochaine mission par Trevor. Cotton fait de nouveau appel à Phil Decker. Mais sa croyance qu'il participera au vol de la collection de peintures prévu chez Santon est fausse. À la place, Cotton va participer à la mission "Mayflower".
En plein jour, les escrocs pénètrent dans les égouts vers une exposition de diamants. Sous la menace des armes de Rick Trevor et de ses acolytes, Jerry Cotton doit en moins de trois minutes mettre hors service un système d'alarme plus compliqué que dans la villa de Santon. Grâce au dessin que lui a fourni Phil Decker, Cotton réussit. Les gangsters dispersent le gaz volé tout au début et prennent les diamants en les aspirant avec l'absorbeur. Pendant ce temps, selon l'ordre de Bloom, Cotton atteint la chambre de combustion d'une installation de chauffage. À la dernière seconde, l'agent du FBI se détache, déclenche l'alarme et s'échappe avec la valise.
Au FBI, Jerry Cotton apprend que Rick Trevor a été libéré entre-temps. Cependant Cotton revient au Green Silk Bar et apprend la véritable identité de Stone. Cependant, en accompagnant la mystérieuse Mabel, il tombe dans un piège et se fait enlever avec Lana jusqu'à une cachette à Barstow. Cotton s'échappe à nouveau et découvre que c'est le millionnaire Santon qui se cache derrière Stone. S'ensuit une course-poursuite le long de la côte californienne. Cotton arrête Santon et sa complice Mabel.

## Fiche technique
- Titre : Dynamite en soie verte
- Autre titre français : Morts et diamants
- Titre original : Dynamit in grüner Seide (allemand),
- Réalisation : Harald Reinl, assisté de Charles Wakefield
- Scénario : Rolf Schulz, Christa Stern
- Musique : Peter Thomas
- Direction artistique : Ernst H. Albrecht
- Costumes : Vera Mügge
- Photographie : Franz Xaver Lederle (de)
- Son : Gerhard Birkholz
- Montage : Hermann Haller
- Production : Heinz Willeg (de)
- Sociétés de production : Constantin Film, Allianz Film Produktion, Cinematografica Associati
- Société de distribution : Constantin Film
- Pays d'origine :  Allemagne de l'Ouest,  Italie
- Langue : allemand
- Format : Couleurs - 1,66:1 - Mono - 35 mm
- Genre : Policier
- Durée : 91 minutes
- Dates de sortie :
  -  Allemagne de l'Ouest : 23 février 1968.
  -  Italie : 9 octobre 1968.
  -  Finlande : 14 mars 1969.
  -  France : 7 mai 1969 (Paris : juillet 1971)[1].

## Distribution
- George Nader : Jerry Cotton
- Heinz Weiss : Phil Decker
- Claus Tinney : Rick Trevor
- Carl Möhner : Bloom
- Silvia Solar : Lana
- Karlheinz Fiege : Santon
- Claus Holm : Butt Lancaster
- Günther Schramm (de) : Tackley, l'avocat
- Marlies Dräger : Mabel
- Dieter Eppler : Tomasio
- Rainer Basedow : Fat
- Hans Waldherr (de) : Tommie
- Richard Haller (de) : Sharkey
- Horst Niendorf (de) : Le chef du FBI
- Albert Bessler : Le majordome de Santon
- Käthe Haack : Mrs. Cotton
- Rolf Eden (de) : Le portier du bar

## Histoire
Sorti début 1967, Énigme à Central Park (de) (Der Mörderclub von Brooklyn réalisé par Werner Jacobs), le premier film en couleurs de la série, montre le renouveau du succès de celle-ci. Pour le prochain volet, Constantin Film choisit d'abord Alfred Vohrer comme réalisateur. Harald Reinl, qui vient de réaliser la grande production La Vengeance de Siegfried, est prévu pour d'autres projets de films :
- Winnetou und Kapitän Kaiman (jamais réalisé)
- Die Wassergrube und das Pendel (d'après Edgar Allan Poe), qui deviendra en 1967 Die Schlangengrube und das Pendel (Le Vampire et le Sang des vierges)
- Heimkehr nach Björndal (la suite de Das Erbe von Björndal, jamais réalisé)
- Christina Maria (d'après Igor von Percha, jamais réalisé)

Comme le tournage de Le Vampire et le Sang des vierges est encore une fois reporté, il obtient la réalisation de Dynamite en soie verte. Alfred Worher sera finalement le réalisateur de Le Château des chiens hurlants dont la date de tournage est avancée.
Le tournage de la coproduction germano-italienne a lieu du 12 septembre au 9 novembre 1967 à Berlin-Ouest, sur les rivages de la Dalmatie et, pour la première fois dans la série, à Los Angeles. Les plans de studio sont faits dans ceux de l'UFA.

## Source de traduction
- (de) Cet article est partiellement ou en totalité issu de l’article de Wikipédia en allemand intitulé « Dynamit in grüner Seide » (voir la liste des auteurs).